# Плёцкау
Плёцкау (нем. Plötzkau) — община в Германии, в земле Саксония-Анхальт. 
Входит в состав района Зальцланд. Подчиняется управлению Зале-Виппер.  Население составляет 1383 человека (на 31 декабря 2010 года). Занимает площадь 23,91 км².
Коммуна подразделяется на 2 сельских округа.